# Ryocalanus admirabilis
Ryocalanus admirabilis is een eenoogkreeftjessoort uit de familie van de Ryocalanidae. De wetenschappelijke naam van de soort is voor het eerst geldig gepubliceerd in 1992 door Andronov.